# Cursus master en ingénierie
Pour les articles homonymes, voir CMI.
Le cursus master en ingénierie (CMI) est une formation progressive d’une durée de cinq ans, proposée par une trentaine d'universités françaises coordonnées par le réseau Figure (formation à l’ingénierie par des universités de recherche).
Les étudiants suivent un parcours universitaire scientifique de cinq ans (licence puis master) auquel sont ajoutés des cours de communication, connaissances du monde en entreprise, des projets individuels ou collectifs et stages, permettant finalement d'obtenir, en plus du master classique, un label CMI.

## Historique
Cette formation reprend en partie le référentiel établi par l’Agence d'évaluation de la recherche et de l'enseignement supérieur dans son rapport de fin 2010 sur les masters d’ingénierie. Rédigé par Robert Chabbal, ce rapport propose un système de formation universitaire proche du modèle international qui délivre les diplômes de bachelor et master of engineering.
Cette nouvelle filière de formation universitaire aux fonctions d’ingénieur, le cursus master en ingénierie, est labellisée Investissements d'avenir.
À la rentrée 2012, 26 formations sont ouvertes par 11 universités. Depuis la rentrée 2015, le réseau compte plus de 70 formations, portées par une vingtaine d’universités.

## Formations
Le cursus master en ingénierie se décline en plusieurs offres de formation qui sont :
- Aéronautique [7],[8]
- Agrosciences
- Biotechnologies
- Bioraffinerie[9]
- Biotechnologies en Microbiologie et Ingénierie Moléculaire[10]
- Chimie
- Économie-Finance
- Électrique, Énergie électrique automatique
- Environnement
- Géographie-Aménagement
- Génie Civil
- Sciences de la Terre
- Informatique
- Information-Communication
- Mathématiques
- Mécanique
- Physique
- Sciences des Matériaux
- STAPS[11]
- Tourisme et Patrimoine
- Transport et Mobilité

## Contenu de la formation
Les étudiants de ce cursus suivent l’intégralité (ou une partie) des cours de la licence et du master associés à leur formation. Des enseignements dits d’« ouverture sociétale, économique et culturelle » (ou OSEC) viennent s’y ajouter et permettent d’acquérir des compétences notamment en communication, gestion de projet, connaissance de l’entreprise, management et culture générale. Cela permet une ouverture d'esprit des étudiants, mais aussi de les préparer dès la licence au monde de l'entreprise.
Chaque année, des projets annuels ou semestriels sont réalisés. Ces projets peuvent bénéficier du soutien des laboratoires de recherche et permettent à l'étudiant d’acquérir de l'expérience dans la gestion d'un projet de groupe, mais aussi de découvrir certain aspect de la recherche (locaux, bibliographie, méthode de travail, planification...).
Tous les étudiants effectuent au total 39 semaines de stage au cours de la formation. Ceux-ci peuvent être réalisés dans des entreprises ou des organismes de recherche, le plus souvent ces stages sont réalisés en première et troisième années de Licence puis en première et deuxième année de Master.
De plus les étudiants sont poussés à participer à des programmes d'échanges universitaires tel que Erasmus et BCI (correspondant respectivement aux échanges avec les pays Européens partenaires, et le Canada/Québec). Pour cela, des cours d'anglais approfondis et spécifiques aux étudiants en CMI sont prodigués.

## Admission
L'admission se réalise en classe de terminale via Parcoursup (nouvelle plateforme d'orientation post-bac depuis 2018) sur dossier (relevés de notes du lycée) et entretien de motivation. Les formations peuvent être trouvées dans la rubrique "Formations en ingénieries de  Parcoursup. Une majorité des universités recommandent un baccalauréat général, avec la spécialité mathématique première et terminale, mais il est possible d'entrer depuis d'autres baccalauréats.

### Voies d'accès complémentaires
La diversité des CMI permet d'accueillir des étudiants provenant de toutes les filières d'études. Des passerelles existent pour intégrer le CMI après étude du dossier jusqu'à la 3e année de licence, depuis une formation en Institut universitaire de technologie ou depuis une classe préparatoire aux grandes écoles,.

## Poursuite
Afin de valider le label, les étudiants doivent remplir un certain nombre de conditions. Tout d'abord, ils sont tenus de valider leurs semestres classiques. De plus, ils doivent valider chacun des blocs de cours associés à leur formation CMI indépendamment les uns des autres (compensation intra-bloc possible, mais pas inter-bloc). Des qualifications et concours supplémentaires sont également à obtenir avant la fin du master tels un certain niveau d'anglais attesté par une certification TOEIC et/ou CLES. Enfin, au cours de leur parcours CMI, les étudiants doivent effectuer un séjour en dehors de la France, que ce soit à l'occasion d'un stage ou d'un semestre.